# طوابع الجزائر 1967
يسجل هذا المقال الطوابع البريدية الجزائرية التي أصدرتها إدارة البريد في عام 1967.

## العموميات
تحمل الإصدارات عبارة « اَلْجُمهُورِيَّة اَلْجَزَائِرِيَّة اَلدِّيمُقرَاطِيَّة اَلشَّعبِيَّة » و« البريد » باللغة العربية. أما باللغة الفرنسية فهناك عبارتان هما « Algérie » والتي تعني الجزائر و« Postes » والتي تعني البريد، بالإضافة إلى قيمة اسمية محددة بالدينار جزائري

## قائمة الطوابع الصادرة
| 085 |  | الرسوم الصخرية للطاسيلي ناجر - بقرة القيمة الاسمية: 1 دينار جزائري الكمية المطبوعة: 500٬000 طابع بريد تاريخ الإصدار: 28 يناير 1967 تاريخ السحب: 15 سبتمبر 1970 الطول: 45 مليمتر الارتفاع: 38 مليمتر التسنين: تثقيب ½11 الرسام: جورج لو بواتفين الطابع: |  | الوصف صدر هذا الطابع في 28 يناير 1967 بقيمة اسمية 1.00 دينار جزائري، ويظهر رسما صخريا لكلب من النقوش العائدة لما قبل التاريخ في مرتفعات طاسيلي ناجر، مما يعكس أهمية الكلب في الحياة اليومية آنذاك.وعدد نسخ 500,000، وسُحب في 15 سبتمبر 1970. |

| 086 |  | الرسوم الصخرية للطاسيلي ناجر - رماة القيمة الاسمية: 2 دينار جزائري الكمية المطبوعة: 500٬000 طابع بريد تاريخ الإصدار: 28 يناير 1967 تاريخ السحب: 15 سبتمبر 1970 الطول: 45 مليمتر الارتفاع: 38 مليمتر التسنين: تثقيب ½11 الرسام: جورج لو بواتفين الطابع: |  | الوصف يمثل هذا الطابع رسماً لمجموعة من الرماة في وضع هجومي، ويعكس أسلوب الحياة الدفاعي والعسكري في المجتمعات الصحراوية القديمة. صدر في 28 يناير 1967، بقيمة 2.00 دج، وعدد نسخ 500,000 نسخة. |

| 087 |  | الرسوم الصخرية للطاسيلي ناجر - ظبي/حصان القيمة الاسمية: 2 دينار جزائري الكمية المطبوعة: 500٬000 طابع بريد تاريخ الإصدار: 28 يناير 1967 تاريخ السحب: 15 سبتمبر 1970 الطول: 45 مليمتر الارتفاع: 38 مليمتر التسنين: تثقيب ½11 الرسام: جورج لو بواتفين الطابع: |  | الوصف طابع آخر من نفس السلسلة، يصور مشهدًا لحيوانات تمثل رموزاً للخصوبة والهيبة في الفنون الصخرية القديمة، منها ظبي اًو حصان بري. صدر يوم 28 يناير 1967، بقيمة 2.00 دج، وعدد نسخ 500,000 نسخة. |

| 088 |  | الرسوم الصخرية للطاسيلي ناجر - محارب القيمة الاسمية: 3 دينار جزائري الكمية المطبوعة: 500٬000 طابع بريد تاريخ الإصدار: 28 يناير 1967 تاريخ السحب: 15 سبتمبر 1970 الطول: 45 مليمتر الارتفاع: 38 مليمتر التسنين: تثقيب ½11 الرسام: جورج لو بواتفين الطابع: |  | الوصف أعلى طابع من حيث القيمة في السلسلة، يُظهر مشهدًا لمحارب يرتدي زيًا مميزًا، يُعتقد أنه يمثل سلطة سياسية أو دينية في العصر الحجري الحديث بالصحراء الكبرى. صدر في 28 يناير 1967، بقيمة 3.00 دج، وطُبع بعدد 500,000 نسخة. |

| 089 |  | الفن الإسلامي - متحف الباردو القيمة الاسمية: 0٫35 دينار جزائري الكمية المطبوعة: 965٬000 طابع بريد تاريخ الإصدار: 25 فبراير 1967 تاريخ السحب: 15 سبتمبر 1970 الطول: 36 مليمتر الارتفاع: 26 مليمتر التسنين: تثقيب 13 الرسام: علي علي خوجة الطابع: |  | الوصف صدر هذا الطابع في 25 فبراير 1967 بقيمة 0.35 دج، ويُجسد واجهة قصر الباردو، الذي تحوّل إلى متحف في الجزائر العاصمة. يعكس الطابع الجمالية الزخرفية للعمارة الإسلامية في العهد العثماني. من تصميم علي علي خوجة، بعدد 965,000 نسخة، وسُحب من التداول في 15 سبتمبر 1970. |

| 090 |  | الفن الإسلامي - مئذنة قلعة بني حماد القيمة الاسمية: 0٫95 دينار جزائري الكمية المطبوعة: 466٬000 طابع بريد تاريخ الإصدار: 25 فبراير 1967 تاريخ السحب: 15 سبتمبر 1970 الطول: 26 مليمتر الارتفاع: 36 مليمتر التسنين: تثقيب 13 الرسام: علي علي خوجة الطابع: |  | الوصف صدر يوم 25 يناير 1967، بقيمة 0.95 دج، ويعرض المئذنة التاريخية لمدينة قلعة بني حماد، العاصمة السابقة للدولة الحمادية، والتي تأسست سنة 1007م. تُعد هذه المئذنة من أقدم البنايات الإسلامية في الجزائر. من تصميم علي علي خوجة، طُبع بعدد 466,000 نسخة. |

| 091 |  | الفن الإسلامي - حفريات سدراتة القيمة الاسمية: 1٫30 دينار جزائري الكمية المطبوعة: 465٬000 طابع بريد تاريخ الإصدار: 25 فبراير 1967 تاريخ السحب: 15 سبتمبر 1970 الطول: 36 مليمتر الارتفاع: 26 مليمتر التسنين: تثقيب 13 الرسام: محمد راسم الطابع: |  | الوصف يمثل الطابع رسوماً جدارية وزخارف معمارية من مدينة سدراتة التاريخية، إحدى المدن الإسلامية المندثرة في جنوب الجزائر. صُدر الطابع في 25 فبراير 1967، بقيمة 1.30 دج. التصميم للفنان محمد راسم والكمية 465,000 نسخة. |

| 092 |  | بريد جوي - غرداية القيمة الاسمية: 1 دينار جزائري الكمية المطبوعة: 2٬500٬000 طابع بريد تاريخ الإصدار: 25 مارس 1967 تاريخ السحب: 4 نوفمبر 1972 الطول: 48 مليمتر الارتفاع: 27 مليمتر التسنين: تثقيب 13 الرسام: J. Combet الطابع: |  | الوصف صدر هذا الطابع في 25 مارس 1967 بقيمة 1.00 دينار جزائري ضمن فئة الطوابع المخصصة للبريد الجوي، ويُظهر منظرًا بانوراميًا لمدينة غرداية، عاصمة وادي ميزاب، مع رمز الطائرة في الأعلى. يعكس التصميم التوازن بين الطابع المعماري التقليدي والهوية الحديثة للبريد الجوي. من تصميم ج. كومبي، وطُبع في مطبعة البريد باريس، بعدد ضخم بلغ 2,500,000 نسخة، وسُحب من التداول في 4 نوفمبر 1972. |

| 093 |  | بريد جوي - الوادي القيمة الاسمية: 2 دينار جزائري الكمية المطبوعة: 2٬000٬000 طابع بريد تاريخ الإصدار: 25 مارس 1967 تاريخ السحب: 4 نوفمبر 1972 الطول: 48 مليمتر الارتفاع: 27 مليمتر التسنين: تثقيب 13 الرسام: J. Combet الطابع: |  | الوصف صدر هذا الطابع في 25 مارس 1967 بقيمة 2.00 دينار جزائري، ويظهر مشهدًا مميزا لمدينة الوادي التي تُعرف بقبابها البيضاء ونمطها المعماري الفريد القائم على استخدام القباب لتلطيف الحرارة. يعكس الطابع الهوية الصحراوية والرمزية الثقافية للمدينة ضمن فئة البريد الجوي. التصميم من إنجاز ج. كومبي، وطُبع في مطبعة البريد باريس، بعدد 2,000,000 نسخة، وسُحب من التداول في 4 نوفمبر 1972. |

| 094 |  | السنة الدولية للسياحة - مركز موريتي السياحي القيمة الاسمية: 0٫40 دينار جزائري الكمية المطبوعة: 300٬300 طابع بريد تاريخ الإصدار: 29 أبريل 1967 تاريخ السحب: 15 سبتمبر 1970 الطول: 36 مليمتر الارتفاع: 26 مليمتر التسنين: تثقيب ½13 الرسام: الطابع: |  | الوصف صدر هذا الطابع في 29 أبريل 1967 بقيمة 0.40 دج، ويُظهر مشهداً لساحل الجزائر العاصمة مع كلمات تعبر عن انخراط الجزائر في الاحتفال بالسنة الدولية للسياحة كما أقرّتها الأمم المتحدة. بعدد 300,000 نسخة، وسُحب من التداول في 15 سبتمبر 1970. |

| 095 |  | السنة الدولية للسياحة - طوارق الطاسيلي القيمة الاسمية: 0٫70 دينار جزائري الكمية المطبوعة: 300٬300 طابع بريد تاريخ الإصدار: 29 أبريل 1967 تاريخ السحب: 15 سبتمبر 1970 الطول: 26 مليمتر الارتفاع: 36 مليمتر التسنين: تثقيب ½13 الرسام: جورج لو بواتفين الطابع: |  | الوصف الطابع التكميلي صدر بنفس التاريخ 29 أبريل 1967، بقيمة 0.70 دج، ويبرز مشهداً من واحات الجنوب، رمزاً للتنوع المناخي والجغرافي الذي يجعل من الجزائر وجهة سياحية متميزة. التصميم من ج. لو بلوتفين، وطبع بكمية 300,000 نسخة. |

| 096 |  | الهلال الأحمر الجزائري - وجوه أطفال 0.30 + 0.10 دج القيمة الاسمية: 0٫40 دينار جزائري الكمية المطبوعة: 500٬000 طابع بريد تاريخ الإصدار: 27 مايو 1967 تاريخ السحب: 15 سبتمبر 1970 الطول: 36 مليمتر الارتفاع: 26 مليمتر التسنين: تثقيب ½13 الرسام: الطابع: |  | الوصف صدر هذا الطابع في 27 مايو 1967 بقيمة 0.30 + 0.10 دينار جزائري، ويُخلد نشأة الهلال الأحمر الجزائري وتاريخ انضمامه إلى اتفاقيات جنيف. يُظهر التصميم رمز الهلال الأحمر إلى جانب ملامح مؤسسي المنظمة، كتقدير لدورها الإنساني أثناء حرب التحرير وبعد الاستقلال. التصميم مستوحى من صورة فوتوغرافية، والطباعة تمت في شركة دي لا رو، بعدد 500,000 نسخة، وسُحب من التداول في 15 سبتمبر 1970. |

| 097 |  | الحيوانات الصحراوية - سحلية القيمة الاسمية: 0٫05 دينار جزائري الكمية المطبوعة: 1٬000٬000 طابع بريد تاريخ الإصدار: 24 يونيو 1967 تاريخ السحب: 15 سبتمبر 1970 الطول: 32٫5 مليمتر الارتفاع: 23 مليمتر التسنين: تثقيب ½11 الرسام: الطابع: |  | الوصف يمثل هذا الطابع ضب شائك الذيل، وهي من الزواحف المنتشرة في الصحارى الجزائرية، ذات لون داكن وذيل طويل يساعدها على مقاومة الجفاف. صُدر في 24 يونيو 1967، بقيمة 0.05 دج، وطُبع بعدد 1,000,000 نسخة، بتصميم مستوحى من صورة فوتوغرافية. |

| 098 |  | الحيوانات الصحراوية - نعامة القيمة الاسمية: 0٫20 دينار جزائري الكمية المطبوعة: 500٬000 طابع بريد تاريخ الإصدار: 24 يونيو 1967 تاريخ السحب: 15 سبتمبر 1970 الطول: 23 مليمتر الارتفاع: 32٫5 مليمتر التسنين: تثقيب ½11 الرسام: الطابع: |  | الوصف النعامة، أكبر طائر غير طيّار، كانت شائعة في صحراء الجزائر حتى القرن التاسع عشر، قبل أن تؤدي الصيد الجائر إلى تناقص أعدادها. لا تزال موجودة بشكل محدود في موريتانيا. صدر الطابع في 24 يونيو 1967، بقيمة 0.20 دج، وعدد 500,000 نسخة. |

| 099 |  | الحيوانات الصحراوية - غزال القيمة الاسمية: 0٫40 دينار جزائري الكمية المطبوعة: 500٬000 طابع بريد تاريخ الإصدار: 24 يونيو 1967 تاريخ السحب: 15 سبتمبر 1970 الطول: 23 مليمتر الارتفاع: 32٫5 مليمتر التسنين: تثقيب ½11 الرسام: الطابع: |  | الوصف يعرض الطابع رئم إفريقي، وهي نوع نادر من الغزلان تعيش في الكثبان الرملية. تعيش في مجموعات صغيرة ويمكن ترويضها، لكنها مهددة بالانقراض. نفس تاريخ الإصدار، قيمة 0.40 دج، وعدد 500,000 نسخة. |

| 100 |  | الحيوانات الصحراوية - فنك القيمة الاسمية: 0٫70 دينار جزائري الكمية المطبوعة: 500٬000 طابع بريد تاريخ الإصدار: 24 يونيو 1967 تاريخ السحب: 15 سبتمبر 1970 الطول: 32٫5 مليمتر الارتفاع: 23 مليمتر التسنين: تثقيب ½11 الرسام: الطابع: |  | الوصف يمثل الطابع الفنك، وهو ثعلب صحراوي صغير يتميز بأذنيه الكبيرتين. يتغذى على الحشرات والبيض، وهو من أشهر رموز الحياة البرية في الصحراء الجزائرية. نُشر في 24 يونيو 1967، بقيمة 0.70 دج، بعدد 500,000 نسخة. |

| 101 |  | العيد الوطني للشباب - 5 جويلية القيمة الاسمية: 0٫50 دينار جزائري الكمية المطبوعة: 500٬000 طابع بريد تاريخ الإصدار: 4 يوليو 1967 تاريخ السحب: 15 سبتمبر 1970 الطول: 26 مليمتر الارتفاع: 36 مليمتر التسنين: تثقيب ½10 الرسام: علي علي خوجة الطابع: |  | الوصف صدر هذا الطابع في 4 يوليو 1967 بقيمة 0.50 دينار جزائري، تخليداً لأول احتفال وطني مخصص لـ الشباب الجزائري، عقب قرار رسمي بجعل يوم 5 يوليو عيدًا وطنياً للشباب. التصميم يُظهر شباب يحملوا الدف في رمزية تعكس الحماس، المشاركة، والطموح نحو مستقبل مشرق في ظل الاستقلال. من تصميم علي علي خوجة، طُبع في مطبعة بنك الجزائر، بعدد 500,000 نسخة، وسحب من التداول في 15 سبتمبر 1970. |

| 102 |  | ألعاب البحر الأبيض المتوسط - تونس 1967 القيمة الاسمية: 0٫30 دينار جزائري الكمية المطبوعة: 300٬000 طابع بريد تاريخ الإصدار: 2 سبتمبر 1967 تاريخ السحب: 15 سبتمبر 1970 الطول: 36 مليمتر الارتفاع: 26 مليمتر التسنين: تثقيب ½10 الرسام: علي علي خوجة الطابع: |  | الوصف صدر هذا الطابع في 2 سبتمبر 1967 بقيمة 0.30 دينار جزائري، احتفالًا بمشاركة الجزائر لأول مرة في دورة الألعاب المتوسطية، التي أُقيمت في تونس بين 8 و17 سبتمبر 1967. يمثل التصميم الرياضيين في وضع حركة على خلفية حمراء، ويُبرز الطابع البُعد الرمزي للمشاركة الجزائرية، التي جاءت بعد الاستقلال لتأكيد حضور البلاد في المحافل الإقليمية والدولية. الطابع من تصميم علي علي خوجة، وطُبع في مطبعة بنك الجزائر، بعدد 300,000 نسخة، وسُحب من التداول في 15 سبتمبر 1970. |

| 103 |  | الألعاب الأولمبية الشتوية - غرونوبل 1968 - 0.30 دج القيمة الاسمية: 0٫30 دينار جزائري الكمية المطبوعة: 250٬000 طابع بريد تاريخ الإصدار: 21 أكتوبر 1967 تاريخ السحب: 15 سبتمبر 1970 الطول: 22 مليمتر الارتفاع: 36 مليمتر التسنين: تثقيب 13 الرسام: بشير يلس الطابع: |  | الوصف صدر هذا الطابع في 21 أكتوبر 1967 بمناسبة استضافة مدينة غرونوبل الفرنسية لدورة الألعاب الأولمبية الشتوية سنة 1968. يعرض التصميم مشهدا شتويا رمزيا يمثل المنافسات الرياضية على الثلج، تأكيدا لانخراط الجزائر في المحافل الرياضية الدولية. من تصميم بشير يلس، وطُبع في مطبعة البريد باريس، بعدد 250,000 نسخة، وسحب من التداول في 15 سبتمبر 1970. |

| 104 |  | الألعاب الأولمبية الشتوية - غرونوبل 1968 - 0.95 دج القيمة الاسمية: 0٫95 دينار جزائري الكمية المطبوعة: 250٬000 طابع بريد تاريخ الإصدار: 21 أكتوبر 1967 تاريخ السحب: 15 سبتمبر 1970 الطول: 36 مليمتر الارتفاع: 26 مليمتر التسنين: تثقيب 13 الرسام: بشير يلس الطابع: |  | الوصف صدر في 21 أكتوبر 1967، ويُظهر شعار الألعاب الشتوية. هذا الإصدار عالي القيمة مخصص غالبًا للمراسلات الدولية. التصميم أيضًا من بشير يلس، عدد النسخ 250,000، والطباعة في مطبعة البريد باريس. |

| 105 |  | الأمير عبد القادر - صورة 0.10 دج القيمة الاسمية: 0٫10 دينار جزائري الكمية المطبوعة: 5٬000٬000 طابع بريد تاريخ الإصدار: 11 نوفمبر 1967 تاريخ السحب: 9 أغسطس 1969 الطول: 23 مليمتر الارتفاع: 32٫5 مليمتر التسنين: تثقيب ½13 الرسام: محمد راسم الطابع: |  | الوصف صدر هذا الطابع في 11 نوفمبر 1967 بقيمة 0.10 دينار جزائري، ويُظهر صورة جانبية للأمير عبد القادر بلحية وعمامة تقليدية، مرسومة بدقة في إطار زخرفي بيضاوي الطابع. لون الطابع أخضر فاتح. صمّمه محمد راسم، وطُبع في شركة Courvoisier، بعدد 5,000,000 نسخة، وسحب من التداول في 9 أغسطس 1969. |

| 106 |  | الأمير عبد القادر - صورة 0.50 دج القيمة الاسمية: 0٫50 دينار جزائري الكمية المطبوعة: 5٬000٬000 طابع بريد تاريخ الإصدار: 11 نوفمبر 1967 تاريخ السحب: 6 نوفمبر 1971 الطول: 23 مليمتر الارتفاع: 32٫5 مليمتر التسنين: تثقيب ½13 الرسام: محمد راسم الطابع: |  | الوصف طابع متوسط القيمة صدر بنفس التاريخ 11 نوفمبر 1967 بقيمة 0.50 دج، ويظهر نفس صورة الأمير ولكن بلون وردي قوي. الإطار الزخرفي المحيط بالصورة يتخذ نمطاً هندسياً تقليدياً، يرمز إلى الجذور الثقافية العميقة. عدد النسخ: 5,000,000، وسحب من التداول في 6 نوفمبر 1971. |

| 107 |  | الأمير عبد القادر - صورة 0.70 دج القيمة الاسمية: 0٫70 دينار جزائري الكمية المطبوعة: 2٬000٬000 طابع بريد تاريخ الإصدار: 11 نوفمبر 1967 تاريخ السحب: 6 نوفمبر 1971 الطول: 23 مليمتر الارتفاع: 32٫5 مليمتر التسنين: تثقيب ½13 الرسام: محمد راسم الطابع: |  | الوصف الطابع الأعلى قيمة في السلسلة، صدر كذلك في 11 نوفمبر 1967 بقيمة 0.70 دج، ويتميز بلونه الأزرق الفاتح. يظهر التصميم نفس البورتريه التاريخي للأمير داخل إطار مزخرف غني. عدد النسخ 2,000,000، سحب من التداول في 6 نوفمبر 1971. |

| 108 |  | المخيم الكشفي العالمي - أيداهو 1967 القيمة الاسمية: 1 دينار جزائري الكمية المطبوعة: 200٬000 طابع بريد تاريخ الإصدار: 23 ديسمبر 1967 تاريخ السحب: 15 سبتمبر 1970 الطول: 36 مليمتر الارتفاع: 48 مليمتر التسنين: تثقيب 13 الرسام: بيريت لامبرت الطابع: |  | الوصف صدر هذا الطابع في 23 ديسمبر 1967 بقيمة 1.00 دينار جزائري، إحياءً لمشاركة الجزائر في المخيم الكشفي العالمي الثاني عشر، الذي أقيم بين 1 و11 أغسطس 1967 في ولاية أيداهو (الولايات المتحدة الأمريكية). الطابع من تصميم بيير لامبير وطُبع في مطبعة البريد باريس، بكمية 200,000 نسخة، وسحب من التداول في 15 سبتمبر 1970. |

| 109 |  | الفلاحة (طابع رقم 34 - معدل 0.30 دج) القيمة الاسمية: 0٫30 دينار جزائري الكمية المطبوعة: 2٬080٬000 طابع بريد تاريخ الإصدار: 28 ديسمبر 1967 تاريخ السحب: 15 سبتمبر 1970 الطول: 17 مليمتر الارتفاع: 21 مليمتر التسنين: تثقيب ½13 الرسام: الطابع: |  | الوصف صدر هذا الطابع في 28 ديسمبر 1967 ضمن سياسة إعادة تحميل الطوابع بقيم جديدة، حيث يحمل الطابع الأصلي قيمة 0.25 دج لكن تم تحميله بقيمة 0.30 دج باستخدام طباعة إضافية. التصميم يظهر فلاحًا يحرث الأرض مع ثورين، في مشهد رمزي لارتباط الإنسان الجزائري بالأرض والعمل الزراعي التقليدي، ويحيي بداية حملة الحراثة في المناطق الريفية. اللون برتقالي باهت، والطباعة تمت في مطبعة البريد باريس، بعدد بلغ 2,080,000 نسخة، وسحب من التداول في 15 سبتمبر 1970. |